# Szrenicka Skała
Szrenicka Skała – formacja skalna w Sudetach Zachodnich, w paśmie Karkonoszy, na wysokości ok. 1300 m n.p.m.

## Charakterystyka
Szrenicka Skała położona jest w południowo-zachodniej Polsce, w Sudetach Zachodnich, w zachodniej części Karkonoszy, na północnym zboczu Szrenicy, 300 m poniżej schroniska, na terenie Karkonoskiego Parku Narodowego.
W sensie geomorfologicznym jest to ostaniec denudacyjny, powstały przez usunięcie zwietrzeliny granitowej. 

## Turystyka i narciarstwo
Przy Szrenickiej Skale znajduje się górna stacja kolei krzesełkowej na Szrenicę ze Szklarskiej Poręby oraz:
- czarny szlak turystyczny do schroniska na Szrenicy,
- zielony szlak turystyczny ze schroniska PTTK na Hali Szrenickiej do formacji skalnej Trzy Świnki[1].
- trasa narciarska Lolobrygida – do Szklarskiej Poręby,
- trasa zjazdowa FIS – do stacji pośredniej kolei krzesełkowej na Szrenicę,
- 2-osobowy wyciąg orczykowy Świąteczny Kamień.